# Pseudocerceis seleneides
Pseudocerceis seleneides is een pissebed uit de familie Sphaeromatidae. De wetenschappelijke naam van de soort is voor het eerst geldig gepubliceerd in 1988 door Messana.